# Паупизи
Паупѝзи (на италиански: Paupisi; на неаполитански: Pupis, Пупизъ) е село и община в Южна Италия, провинция Беневенто, регион Кампания. Разположено е на 320 m надморска височина. Населението на общината е 1515 души (към 2010 г.).